# Brune Poirson
Pour les articles homonymes, voir Poirson.
Brune Poirson, née le 1er septembre 1982 à Washington D.C. (États-Unis), est une cadre d'entreprise et femme politique française, également de nationalité américaine.
Au cours des années 2000 et 2010, elle occupe différents postes de cadre au Royaume-Uni, en Inde et aux États-Unis, notamment dans le domaine du développement durable au sein de l'Agence française de développement et de Veolia.
Membre de La République en marche (LREM), elle est élue députée dans la troisième circonscription de Vaucluse lors des élections législatives de juin 2017. Peu après, elle est nommée secrétaire d'État auprès du ministre de la Transition écologique et solidaire Nicolas Hulot dans le deuxième gouvernement Édouard Philippe. Elle continue d'exercer cette fonction auprès de François de Rugy et Élisabeth Borne, et porte notamment la loi relative à la lutte contre le gaspillage et à l'économie circulaire, adoptée et promulguée en 2020. Non reconduite au sein du gouvernement Jean Castex, elle revient à la députation puis cède son siège à son suppléant Adrien Morenas en avril 2021 pour devenir directrice du développement durable du groupe Accor.
De mars 2019 à octobre 2020, elle est vice-présidente de l'Assemblée des Nations unies pour l'environnement (ANUE). Elle est depuis chargée par le gouvernement d'une mission temporaire sur l'éducation au développement durable, et responsable des relations internationales de LREM.

## Famille et études
Née en 1982 à Washington D.C. d'un père travaillant pour la Banque mondiale, et d'une mère restauratrice de tableaux, elle grandit à Apt, dans le Vaucluse, avec deux frères cadets,. 
Elle détient les nationalités américaine et française. Brune Poirson est divorcée de Nicolas Miailhe, un spécialiste de l'intelligence artificielle rencontré en Inde et qui a été son directeur de campagne en 2017. De leur union est née une fille.
Elle passe son baccalauréat à Marseille en 2000 au sein du lycée Lacordaire. Après une classe préparatoire à Paris, elle étudie à Sciences Po Aix (promotion 2005) et à la London School of Economics,, dont elle est diplômée,. 
En 2016, elle poursuit ses études à la John F. Kennedy School of Government, l'école d'administration publique de l'université Harvard, et y obtient un master en administration publique en 2017,,. Elle s'investit dans la campagne d'Emmanuel Macron en parallèle. 

## Parcours professionnel

### Premier parcours professionnel
Pendant un an, elle travaille au Laos sur l'éducation, en particulier des jeunes filles au sein des Hmong. À la fin de ses études, elle devient attachée parlementaire d'une députée travailliste,. Elle débute en tant que chargée de mission au National Endowment for Science, Technology and the Arts (en) (fondation pour l’innovation britannique). Elle y rencontre Sam Pitroda (en), ministre d’Etat en charge de l'Information, des Infrastructures et des Innovations du Premier ministre indien Manmohan Singh,, et intègre son cabinet à New Delhi en 2009,. La même année, elle rejoint l’Agence française de développement au poste de coordonnatrice de développement à New Delhi, sur un projet de distribution d'eau potable dans les bidonvilles. En 2012, elle crée avec son compagnon et Sam Pitroda le think tank CITIX sur le thème du développement durable urbain,.
Elle est ensuite recrutée par Veolia en tant que directrice du développement durable et de la responsabilité sociale d’une de ses filiales, Veolia Water India, à Delhi. Dans ce cadre, « elle coordonne les premiers projets écologiques, axés sur le développement urbain en accord avec la préservation de la biodiversité » et travaille sur des projets de distribution d’eau potable dans les bidonvilles de grandes mégapoles indiennes, notamment dans le Karnataka et à Nagpur,. Reporterre et Libération soulignent que Veolia a reçu pour ces projets qui relèveraient de la privatisation de l'eau, en particulier à Nagpur, le « prix Pinocchio du développement durable » de l'association Les Amis de la Terre dans la catégorie « Une pour tous, tout pour moi »,. Libération ajoute qu'« un long reportage en 2017 de The Hindu, grand quotidien anglophone, montre que dans cette ville [Nagpur] la distribution s’est peu améliorée et les prix ont augmenté, provoquant une fronde des habitants et des politiques de tous bords »,.
En 2014, elle déménage aux États-Unis, à Boston, tout en restant au sein de Veolia, et travaille au sein d'un incubateur de technologies propres, sur des thématiques d'innovation sociale et de responsabilité sociale des entreprises,.
En 2016, elle monte un think tank, nommé People for Global Transformation, sur la durabilité, le changement social et les transformations technologiques.

### Reconversion dans le privé
En avril 2021, tout en poursuivant la mission que lui a confiée le gouvernement, elle annonce qu'elle cède son siège de députée pour se « tourner vers d'autres horizons » que la politique, mais toujours pour « agir en faveur de la transition écologique ». Elle rejoint en fait le groupe hôtelier Accor, en qualité de « directrice du développement durable ». Elle y rejoint notamment Nicolas Sarkozy, qui y siège depuis quatre ans en qualité de « président du comité de la stratégie internationale ».
À cette occasion, son siège de députée devait normalement être remis en jeu par une élection législative partielle (dans une circonscription alors considérée comme risquant de revenir au Rassemblement national,) ; cependant, Jean Castex évite cette échéance en prolongeant de six mois sa mission gouvernementale consacrée à « l’éducation au développement durable », soit jusqu’à fin 2021 : en effet, selon le code électoral, toute mission de plus de six mois d’un député entraîne son remplacement automatique par son suppléant à l’Assemblée nationale.  
Ce retour dans le privé est critiqué aussi bien par des opposants que par certains membres du groupe LREM, lui reprochant son absence répétée sur les bancs de l'hémicycle, ainsi qu'une trajectoire pouvant s'apparenter à du pantouflage,. Marianne estime en outre qu'« en creux, le message n’est pas des plus agréables : la politique, c’est chouette quand on est membre du gouvernement, mais pas question de s’abaisser à siéger à l’Assemblée nationale ». Selon Marianne, « l’exécutif a tenté d’éviter cette image désastreuse en proposant en catastrophe d’autres postes (notamment diplomatiques) à l’intéressée. Sans succès ». Le magazine explique la décision de Brune Poirson par le fait qu'elle n'ait « pas vraiment digéré son éviction du gouvernement », et indique qu'elle « n’était plus très en phase avec les orientations (certes fluctuantes) du macronisme ».
Elle est par ailleurs administratrice de la Fondation de la mer, qui soutient des associations et des programmes sur la biodiversité marine, et reste responsable des relations internationales de LREM.

## Parcours politique

### Députée de laXVelégislature

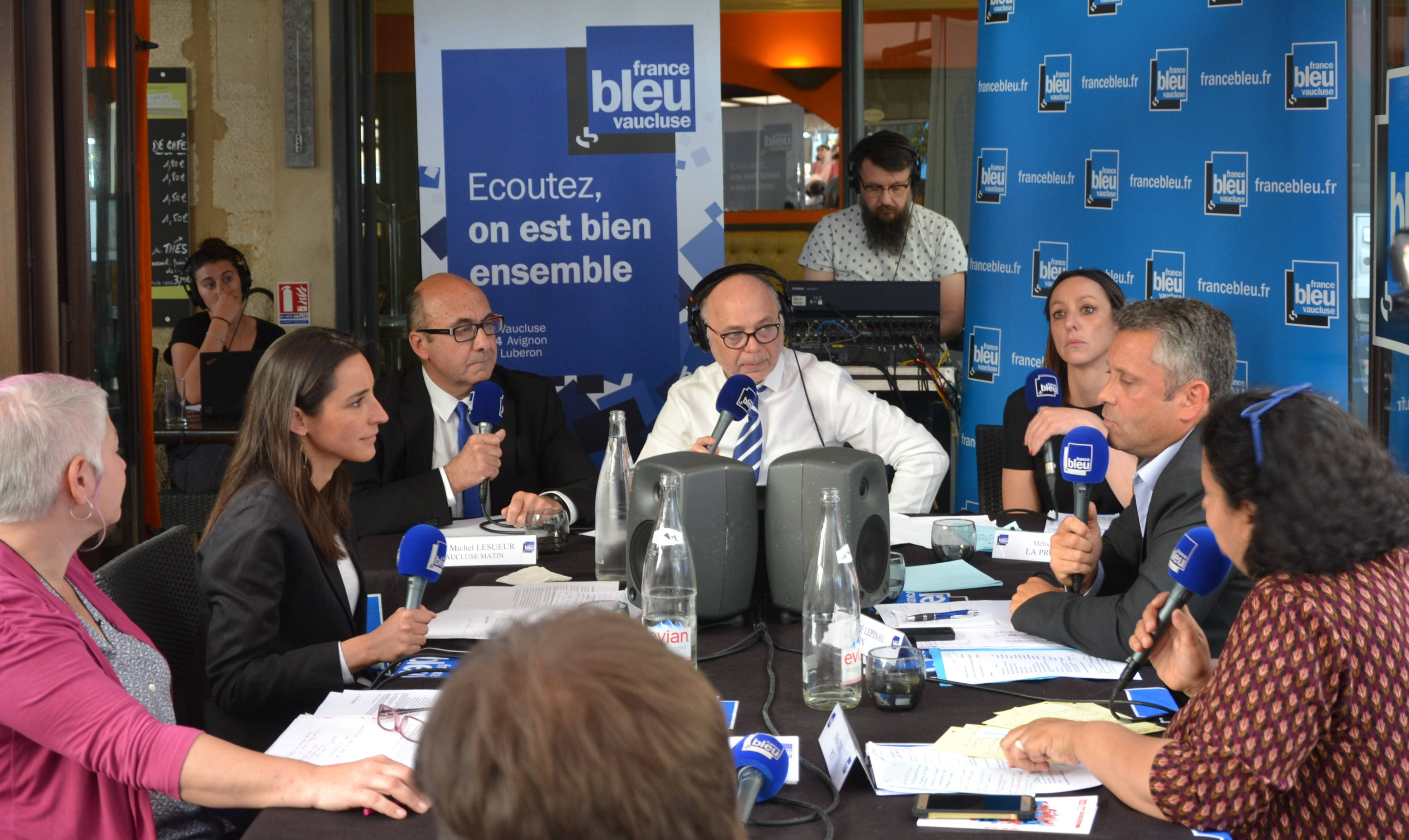
Brune Poirson en débat avec ses concurrents lors de la campagne des élections législatives (face à Hervé de Lépinau, FN).

En tant qu’électrice, Brune Poirson indique avoir « papillonné », « plutôt au centre », « sans jamais être convaincue ».
En 2016, elle s’engage au sein d'En marche. Hubert Védrine l'ayant recommandée à Jean-Paul Delevoye, président de la commission d'investiture de LREM pour les législatives, sa candidature dans la 3e circonscription du Vaucluse (dont la députée sortante est Marion Maréchal) est rapidement validée.
Le 11 juin 2017, elle sort en tête du premier tour des législatives, avec 32,07 %. Le 18 juin 2017, elle gagne le duel contre Hervé de Lépinau (Front national), avec 50,67 % des voix.

### Secrétaire d'État auprès du ministre de la Transition écologique et solidaire

#### Nomination
Le 21 juin 2017, elle est nommée secrétaire d'État auprès du ministre d'État, ministre de la Transition écologique et solidaire Nicolas Hulot, dans le deuxième gouvernement Édouard Philippe. Après seulement trois jours comme députée, elle laisse alors son siège de députée à son suppléant Adrien Morenas. Dans L'Obs, Serge Raffy indique qu'elle est surnommée la « chouchou du président » et qu'elle a été « bombardée à son poste par Emmanuel Macron lui-même ».

#### Portefeuille

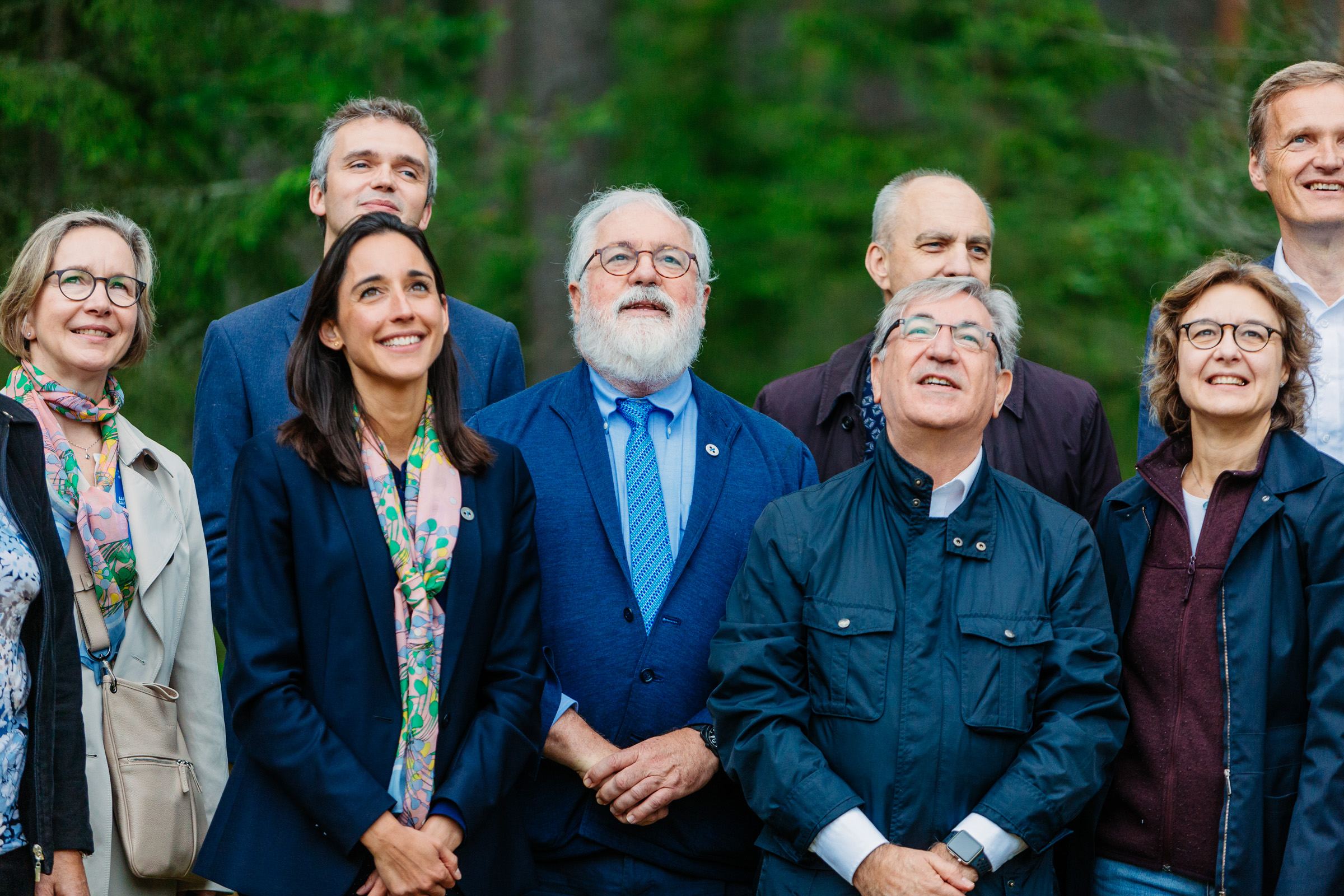
Brune Poirson lors d'une réunion informelle de ministres de l'Environnement européens en 2017, en compagnie des commissaires européens Miguel Arias Cañete et Karmenu Vella.

À sa prise de fonction, Nicolas Hulot annonce qu'elle sera chargée de la mer, de la biodiversité et des océans. En mars 2018, Contexte indique que Nicolas Hulot « lui a largement délégué les sujets européens » et qu'elle « a assisté à la grande majorité des Conseils des ministres de l’Énergie et de l’Environnement, couvrant des sujets aussi divers que l’économie circulaire, la réforme du marché européen de l’électricité, la gouvernance de l’Union de l'énergie ou le marché du carbone ». Contexte précise que sa mission est de nouer des contacts avec les autres ministres européens pour faire avancer l’agenda de la France en matière de transition écologique tout en défendant les intérêts de son industrie énergétique. Selon Cadre et dirigeant magazine, « elle aborde des thématiques variées, de l’économie circulaire en passant par le recyclage et la gestion des déchets, les émissions carbone, les perturbateurs endocriniens ».
Elle contribue aux négociations européennes concernant la prolongation de l'autorisation d’exploitation du glyphosate, ; élabore avec François-Henri Pinault le Fashion Pact, une série d'engagements en matière d'écologie que prennent plusieurs entreprises de la mode, présentés lors du sommet du G7 de 2019, ; joue un rôle dans les négociations sur les menaces de sanctions américaines sur les taxes à l'importation des biens de luxe. En janvier 2020, The New York Times la présente comme la « ministre officieuse de la mode » et considère qu'elle est « à la fois l'une des championnes de l'industrie et l'une de ses rares critiques ».

#### Loi relative à la lutte contre le gaspillage et à l'économie circulaire

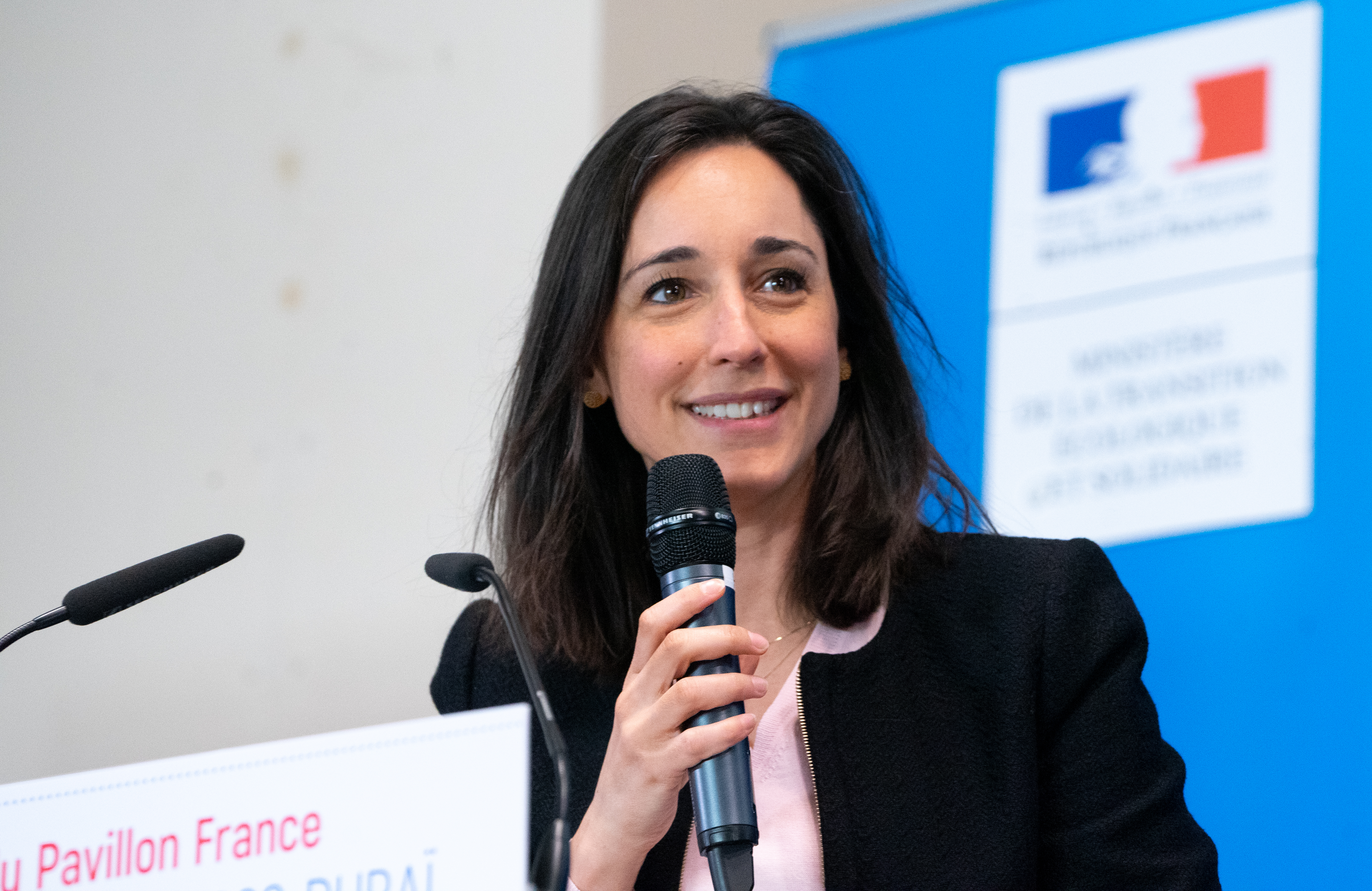
Brune Poirson en 2019.

Elle porte le projet de loi « anti-gaspillage pour une économie circulaire » (AGEC), qui est adopté et promulgué en février 2020. Selon le résumé du Monde, celui-ci vise notamment à « [interdire] la destruction de matériel invendu, propose d’introduire un « indice de réparabilité » des appareils électriques et électroniques, ou d’obliger les vendeurs à indiquer si les pièces détachées pour les réparer sont disponibles ou non », prévoit « une meilleure organisation des filières de gestion des déchets dans le bâtiment, au cœur de la problématique des décharges sauvages, et crée six nouvelles filières de « responsabilité élargie du producteur » (REP), dont le tabac, les lingettes sanitaires, les articles de bricolage et de jardinage, ou encore de sport, comme les vélos ». The New York Times relève en particulier que la loi prévoit l'interdiction de l'incinération des produits neufs invendus, ce qui fait de la France la première à adopter une telle mesure selon le Premier ministre Édouard Philippe.
Alors que Brune Poirson envisage, lors de son audition au Sénat le 10 septembre, de faire de la consigne le « symbole » du projet de loi, elle déclare aux sénateurs, deux semaines plus tard, que celle-ci « n’est pas la mesure-phare du projet de loi » : selon Le Monde, le principe de la mesure, à savoir la mise en place d’un système permettant aux consommateurs de rapporter leurs bouteilles en plastique ou les canettes dans des points de collecte en échange de quelques centimes — comme c'est déjà le cas dans dix pays de l’Union européenne — est considérée « comme une perte de revenus pour les collectivités locales » et suscite la quasi-unanimité contre elle au Sénat.
En décembre 2019, l'adoption à l'Assemblée nationale d'un amendement au projet de loi ayant pour objectif d’interdire la « mise sur le marché des emballages plastiques à usage unique d’ici 2040 », suscite des critiques sur le délai choisi au sein de la classe politique et de la part de certains journalistes, alors que Brune Poirson évoque « un signal très fort et concret ». L'association Zero Waste France déplore le fait que « les amendements qui permettent de tenir l'objectif d'interdiction des plastiques à usage unique pour 2040 n'ont pas été votés en commission par la majorité »,.
Brune Poirson reconnaît l'action « d’énormes lobbys, parce que fabriquer du plastique rapporte énormément »,,.

#### Prises de position
En février 2019, elle défend la taxe carbone, supprimée dans le contexte du mouvement des Gilets jaunes, comme un « outil en faveur de la transition écologique, qui a un vrai impact parce qu'il envoie un signal prix qui permet aux gens de changer leur comportement ».
En mars 2019, elle indique comprendre mais regretter le report de trois ans de l'interdiction de l'usage des pesticides, estimant que « c'est encore ce point noir-là que toutes nos oppositions vont utiliser pour faire croire qu'on ne fait rien sur les questions climatiques en France ». 
Elle prend position pour l’interdiction du glyphosate au niveau européen,,.
Lors des débats sur le projet de loi relatif à la lutte contre le gaspillage et à l'économie circulaire, elle s'oppose à un amendement visant à interdire la publicité pour les vols intranationaux, jugeant « impossible d'interdire purement et simplement la publicité pour des consommations courantes, hors motifs particuliers, notamment de santé publique — c'est le cas du tabac ».

#### Autres
En septembre 2017, elle intègre le programme des Young Leaders de la France China Foundation (FCF), institution qui vise à encourager le dialogue entre la France et la Chine, après avoir été incitée à se porter candidate par Aurélien Lechevallier, adjoint de Philippe Étienne au palais de l'Élysée.
Elle refuse d'être tête de liste aux élections européennes de 2019, alors qu'elle était publiquement évoquée parmi les choix possibles. Un sondage IFOP la situe comme 4e personnalité favorite des sympathisants LREM pour ce poste, derrière Jean-Yves Le Drian, Michel Barnier, Agnès Buzyn, et à égalité avec Nathalie Loiseau (avec 7 %).
Selon plusieurs articles de presse, Emmanuel Macron lui demande d'être tête de liste pour les élections municipales de 2020 à Avignon, où la municipalité est dirigée par Cécile Helle (PS), alors que le député Jean-François Cesarini et l'universitaire Sylvie Tavakoli se sont déjà portés candidats auprès de la commission nationale d'investiture,. Elle dément l'information et affirme ne pas avoir l'intention de se présenter.

### Vice-présidente de l'Assemblée des Nations unies pour l'environnement
Le 20 mars 2019, Brune Poirson est élue vice-présidente de l'Assemblée des Nations unies pour l'environnement (ANUE), pour un mandat de deux ans. L'ANUE est l'organe décisionnel le plus important au monde sur les questions environnementales. Son rôle au sein de l'organisation est de définir le programme environnemental mondial et de favoriser sa mise en œuvre au sein du système des Nations unies. C'est la première fois qu'une personnalité politique française est élue à ce poste. Elle est remplacée le 2 octobre 2020 par Bérangère Abba, ancienne Secrétaire d'État française chargée de la biodiversité.

### Retour à la députation
Non reconduite au sein du gouvernement Jean Castex, elle retrouve ses fonctions de députée,. D'après Marianne, son éviction du gouvernement est due à son refus de se présenter aux élections municipales à Avignon, alors qu’Emmanuel Macron le lui avait demandé.
En octobre 2020, Jean Castex lui confie une mission temporaire consacrée à l’éducation au développement durable, mission qui n'est assortie d'aucun budget : plusieurs élus y voient « une mission sur mesure pour compenser son éviction ». 
En mars 2021, La Provence remarque qu'elle « mène une action de terrain qu'elle médiatise peu ».
De fait, son absentéisme prononcé donne, selon Le Monde, « l’image d’une élue désintéressée de sa fonction », avec à peine cinq présences en séance sur près d'un an. Sur cette période, la base de données « nosdeputes.fr » n'a recensé de sa part aucune prise de parole, question, proposition ou rapport.